# 金井勝助
金井 勝助（かない かつすけ、1905年（明治38年）5月27日 - 1986年（昭和61年）4月18日）は、日本の銀行家。荘内銀行頭取、会長を歴任した。

## 人物・来歴
六十七銀行頭取を務めた金井成功の3男として、山形県西田川郡大宝寺村（現：鶴岡市）に生まれる。
旧制鶴岡中学（現：山形県立鶴岡南高等学校）卒業後、医師を目指し旧制第四高等学校に進むが、在学中に両親を亡くし、六十七銀行から強く入行を求められた。このため進路を変え、京都帝国大学経済学部に入学。卒業後、同行に入行した。
1941年4月に合併によって荘内銀行が発足する際には、合併事務の統括を担当。荘銀が誕生後には35歳にして支配人に就き、営業部長と庶務部長を兼務した。
1949年、風間幸右衛門頭取の急逝を受け、頭取に就任し、本店の新築、仙台、秋田、東京等の県内外の支店網の整備や拡充に努めたほか、経営の近代化も推進した。
1972年以降は、会長、顧問を歴任。また山形県公安委員会委員長、山形県観光開発公社理事、庄内ゴルフ社長なども務めた。
1986年4月18日、呼吸不全で死去。享年80。鶴岡の大督寺に葬られる。正五位を追贈。